# J-Air
J-Air Co., Ltd. (japanisch 株式会社ジェイエア Kabushiki-gaisha Jei Ea) ist eine japanische Regionalfluggesellschaft mit Sitz Ikeda und ein Tochterunternehmen der Japan Airlines.

## Geschichte

Ehemaliges Logo der J-Air von 1996–2002

Am 8. April 1988 wurde die JAL Flight Academy Co., Ltd. (JFA) in Hiroshima gegründet. JFA eröffnete den Linienbetrieb mit einem neuen Unternehmensbereich und übernahm den Flugbetrieb der insolventen Nishi Seto Airlink. Die Embraer EMB 110 wurden am 8. April 1988 durch BAe Jetstream 31 ersetzt.
Am 8. August 1996 gründete JFA in Hiroshima die Tochtergesellschaft J-Air um den Anspruch einer Fluggesellschaft gerecht zu werden. Im April 2001 wurde J-Air, durch den Verkauf aller Beteiligungen durch den Staat, ein privates Unternehmen. J-Air bedient heutzutage Strecken, von denen eine hohe Flugfrequenz gefordert wird, aber die gleichzeitig ein kleines Passagieraufkommen haben. Somit sind die Strecken für Boeing 737 (kleinster Maschinentyp der JAL mit über 100 Sitzplätzen) nicht geeignet. Aus diesem Grund hat man alle Flugzeuge durch Bombardier CRJ200 mit 50 Sitzplätzen bis zum August 2003 ersetzt. Am 17. Februar 2005 wurde der Flugbetrieb zum Flughafen Nagoya verschoben, um eine größere Kundschaft zu erreichen.
Im April 2007 trat die Muttergesellschaft Japan Airlines und damit auch J-Air der Oneworld Alliance bei. Am 18. Juni bestellte die Fluggesellschaft insgesamt 15 Embraer 170. Diese wurden ab 2008 ausgeliefert.
Im August 2014 bestellte J-Air 47 Flugzeuge, dazu gehörten 32 Mitsubishi Regional Jets und 15 Embraer E-Jets. Das Mitsubishi Regional Jet Programm wurde jedoch im Februar 2023 beendet.

## Flugziele
Als Tochtergesellschaft der Japan Airlines bietet J-Air für diese verschiedene Zubringerflüge innerhalb Japans an. Als Heimatflughafen wurde von Februar 2005 bis März 2011 der Flughafen Nagoya und als Drehkreuz der Flughafen Osaka-Itami genutzt.

## Flotte

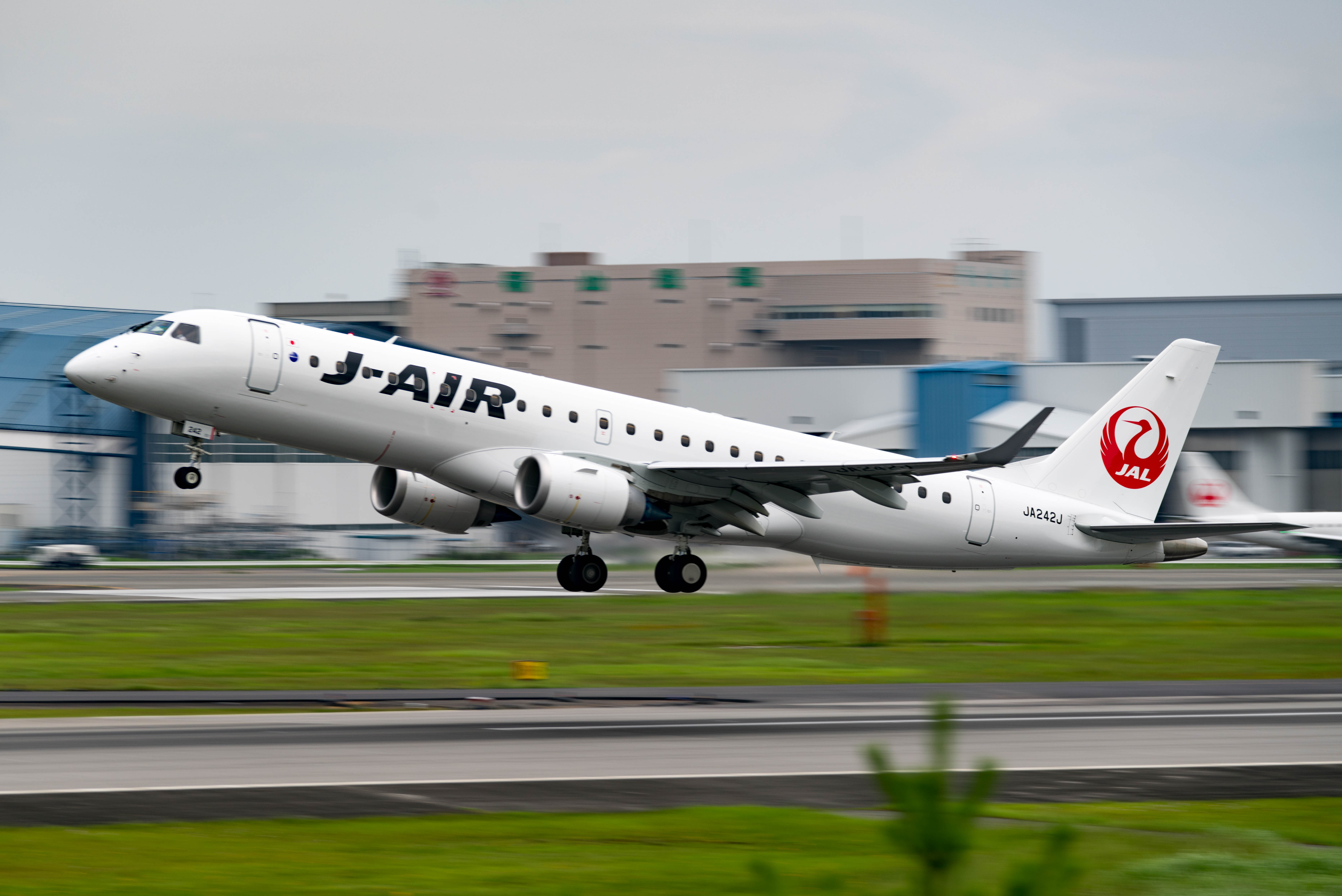
Embraer 190 der J-Air

Mit Stand Juli 2025 besteht die Flotte der J-Air aus 32 Flugzeugen mit einem Durchschnittsalter von 11,2 Jahren:
| Flugzeugtyp | Anzahl | bestellt | Anmerkungen                                                                              | Sitzplätze (Business/Economy) | Durchschnittsalter |
| ----------- | ------ | -------- | ---------------------------------------------------------------------------------------- | ----------------------------- | ------------------ |
| Embraer 170 | 18     |          | JA248J in „Universal Studios Japan“-Sonderbemalung; JA252J in „Expo 2025“-Sonderbemalung | 76 (-/76)                     | 13,6 Jahre         |
| Embraer 190 | 14     |          |                                                                                          | 95 (15/80)                    | 8,2 Jahre          |
| Gesamt      | 32     |          |                                                                                          |                               | 11,2 Jahre         |

### Zuvor betriebene Flugzeuge
In der Vergangenheit betrieb J-Air auch Flugzeuge der Typen British Aerospace Jetstream 31 und Bombardier CRJ200.